# Iglesia de San Juan Bautista (Sandefjord)
La Iglesia de San Juan Bautista (en noruego: St. Johannes Døperen kirke) es el nombre que recibe un edificio religioso de la Iglesia católica que funciona como el templo parroquial en Sandefjord una ciudad y municipio, en la provincia de Vestfold en la parte meridional del país europeo de Noruega.
El edificio fue construido entre 1916 y 1918 en el estilo Art Nouveau de los metodistas, y fue inaugurado el 5 de marzo de 1918. El edificio de la iglesia fue por noventa años una parroquia protestante de los metodistas en la ciudad, pero fue vendido a la Iglesia Católica en el 2008.
El edificio tiene una superficie construida de 235 m² y la nave tiene espacio para entre 140 y 150 asientos. En la planta baja también hay un salón de la parroquia, en una parcela de 652 m². El edificio fue modificada en 2013 y fue durante este año que recibió un premio por una asociación de conservación de Sandefjords.